# Substansmissbruk
Substansmissbruk är en beteendestörning som utgörs av ett missbruk av substanser, antingen av psykoaktiva substanser (droger) eller av icke-beroendeframkallande substanser. Många, men inte alla, sådana substanser som missbrukas kan leda till beroende. Missbruk av psykoaktiva substanser räknas av ICD-10 som drogutlöst psykisk störning, medan missbruk av icke-beroendeframkallande substanser som en beteendestörning förenad med fysiologiska rubbningar och fysiska störningar.
Med missbruk avses ett bruk som är skadligt, till exempel för att substansen tas i alltför stor mängd, tas i skadlig kombination med annan substans, eller tas slentrianmässigt utan att det finns medicinsk grund. Substansmissbruk kan i symtombilden likna vanestörningar (impulskontrollstörningar) och självskadebeteende.

## Bruk som livsstil
Bruk av vissa droger kan vara en del av en livsstil, till exempel att röka tobak, dricka alkohol, eller att ta viss narkotika. En sådan livsstil kan ge en person medicinska problem, utan att det är fråga om missbruk. Det räknas då av ICD-10 som "problem som har samband med livsstil" (Z72), så länge som det inte är ett beteende som förenas med beroende och så länge som det är ett kulturellt accepterat bruk.
Inom sjukvården talas ibland om riskbruk, när bruket är potentiellt skadligt men inte uppfyller nivån för att klassas som missbruk. Riskbruket har övergått i missbruk när personen känner till faror och skador, men ändå fortsätter.

## Risker
Enligt WHO är bruk och missbruk av droger ett av de största hoten mot folkhälsan. Bruk och missbruk av alkohol, narkotika och tobak orsakar en stor andel av den svenska sjukdomsbördan, även bland ungdomar.
Olika typer av missbruk bidrar starkt till den samlade sjukdomsbördan i Sverige och orsakar förluster av levnadsår och friska produktiva år. År 2010 var tobaksrökning den fjärde största riskfaktorn för ohälsa, alkohol den åttonde och narkotikabruk på tionde plats. Alkohol och narkotika påverkar även ohälsan kraftigt bland de unga, då bruk av dessa två substanser återfinns på första och andra plats bland riskfaktorerna bland svenska ungdomar.

## Mekanismer för beroende
Användning av ANDTS påverkar hjärnans belöningssystem. Det biologiska systemet strävar efter balans och effekterna av en substans avtar ofta efter en tids intag beroende på att man har fått en ökad tolerans. För att uppnå samma eftersträvande effekt behöver man därför antingen öka mängden av substanser eller byta till en substans med kraftigare effekter. Tolseransutvecklingen sker på cellnivå i nervsystemet. När det gäller beteendeberoenden som spel är tolerans- och beroendemekanismerna mindre kända, men till stora delar har exempelvis spel- och alkoholmissbruk samma biologiska förutsättningar. Den gemensamma nämnaren är det evolutionärt framväxta motivations-emotionssystemet som styr att vi söker föda, vatten, partners m m som har bra för individens egen och artens överlevnad.

## Förebyggande åtgärder

### Hos unga
Många ungdomar använder alkohol, narkotika, dopningspreparat, tobak och spel (ANDTS). Det är värdefullt att förebygga bruk och missbruk av ANDTS tidigt, eftersom riskfylld konsumtion som inleds i unga år tenderar att fortsätta resten av livet. Både individen och samhället påverkas under mycket lång tid.
Multimodala projekt, där flera aktörer agerar gemensamt och där flera tillgänglighetsbegränsande insatser ingår, kan minska konsumtionen av alkohol hos unga. Kortvariga insatser i form av motiverande samtal och så kallas personanpassad normativ återkoppling kan minska alkoholkonsumtion hos unga med riskbruk.

## Riskfaktorer och skyddsfaktorer

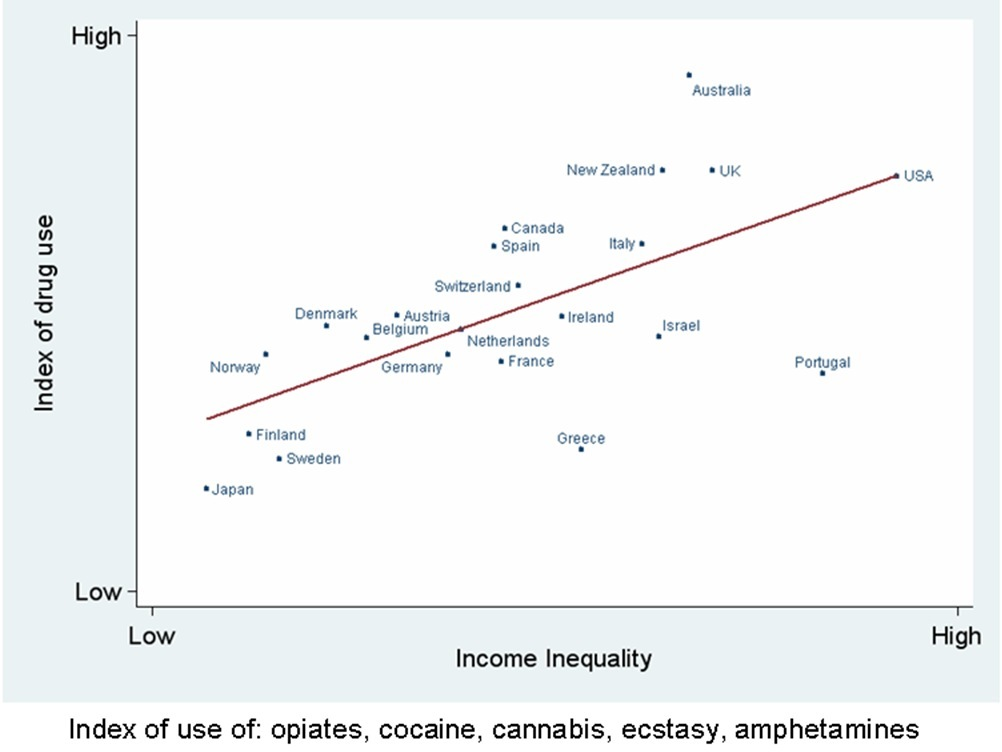

På samhällsnivå utgör god tillgång på droger och liberala lagar och normer kring droganvändning exempel på riskfaktorer. Missbruk och antisocialt beteende inom familjen och brister i anknytning och tillsyn är exempel på riskfaktorer på gruppnivå. Individuella riskfaktorer är t.ex. att problembeteenden utvecklas i tidig ålder eller genetiska faktorer.
Svenska studier från Maria ungdomsklinik har rapporterat att ungdomar i missbruksvård hade en mycket ogynnsam prognos med risk för accelererande missbruk, psykisk ohälsa, kriminalitet och förtidig död, samt att flickor hade en sämre prognos än pojkar.
I det förebyggande arbetet har skyddsfaktorer en central plats. Skyddsfaktorer verkar i huvudsak genom att öka samhörigheten mellan människor och genom att skapa tydliga regler för beteende. I en studie som omnämns i en SBU-rapport visade man att: bland elever med flest riskfaktorer och minst antal skyddsfaktorer hade 41 procent använt narkotika minst en gång. I gruppen av elever med minst antal riskfaktorer men flest skyddsfaktorer var andelen endast 4 procent.
Hos personer som växer upp i en riskmiljö är skyddsfaktorerna av än större vikt. Många preventionsprogram är därför inriktade mot flera risk och skyddsfaktorer, men ur ett folkhälsoperspektiv kan det vara på sin plats att utveckla olika former av interventioner som tar hänsyn till olika känslighet för miljön.

## Typer

### Skadligt bruk av psykoaktiva substanser
Huvudartikel: Drogmissbruk
Psykoaktiva substanser, det vill säga droger, är substanser som påverkar centrala nervsystemet. De kan, beroende på sort, skänka eufori, lugn, sömn, smärtlindring, och sensoriska upplevelser, och är som regel beroendeframkallande. Dit hör lagliga droger som alkohol, nikotin och koffein, olagliga droger som LSD, och narkotikaklassade läkemedel som sömntabletter och anxiolytika. Skadligt bruk av sådana substanser definieras av ICD-10 såsom ett bruk som skadar hälsan, vare sig skadan blir fysisk (till exempel skrumplever) eller psykisk (till exempel drogutlöst psykos), direkt eller indirekt (som infektionsspridning under sprutdelning). Ett sådant skadligt bruk räknas som en psykisk störning, eftersom det är ett skadligt beteende.
Missbruket kan hänga samman med beroende, till exempel läkemedelsberoende. Det kan gälla en särskild substans (till exempel nikotin) eller en särskild grupp substanser (till exempel sömntabletter), eller vara ett generellt blandmissbruk av många, kemiskt sett olikartade substanser (till exempel att blanda amfetamin, alkohol och heroin).

### Missbruk av substanser som ej är beroendeframkallande
Skadligt bruk av substanser som inte är beroendeframkallande, det vill säga narkotikaklassade, innefattar skadligt bruk av medicin och folkmedicin, samt andra substanser som påverkar kroppen. Det innefattar, men är inte begränsat till, skadligt bruk av vitaminer, huvudvärkstabletter, hormoner, icke narkotikaklassad psykofarmaka, laxermedel, och örter.
Sådana substanser kan förändra fysiologiska processer och därför vara skadligt att missbruka.
Matmissbruk är en särskild form av sådant, icke-beroendeframkallande missbruk, som dock klassificeras som en ätstörning. Jämför också vattenförgiftning (hyponatremi).

## Iatrogena respektive egenförvållade missbruk
Somliga missbrukar substanser själva, och det kan vara svårt att få dessa personer att sluta missbruka trots information om faror och skador. De faror och skador som substanserna kan orsaka, kan antingen relativiseras, misstros eller ignoreras av den som missbrukar.
En annan form av missbruk är iatrogent missbruk, ett missbruk som beror på att en läkare eller annan med förskrivningsrätt orsakar missbruk genom förskrivning av beroendeframkallande preparat. Detta missbruk är inte nödvändigtvis en psykisk störning, eftersom problemet inte kommer av patientens beteende. Ibland kan dock substansmissbruk sammanfalla med att en läkare överförskriver en medicin.